# Jessica Lee Hoi-yan
Jessica Lee Hoi-yan (chinesisch 李海恩, Pinyin Lǐ Hǎi'ēn, Jyutping Lei5 Hoi2jan1, kantonesisch Lee Hoi-yan, * 21. Juli 1990 in Hongkong) ist eine Bahnradsportlerin aus Hongkong, die auf Kurzzeitdisziplinen spezialisiert ist.

## Sportlicher Werdegang
Seit Jessica Lee Hoi-yan elf Jahre alt war, lebte sie im schottischen Glasgow. Erst im Alter von 24 Jahren begann sie als Sprinterin mit dem Bahnradsport und trainierte mit dem schottischen Team. 2017 nahm sie an den China National Games in Tianjin teil, wo der bekannte chinesische Trainer Shen Jinkang auf sie aufmerksam wurde und sie nach Hongkong holte. Für die Chance, an Olympischen Spielen teilnehmen zu können, legte sie ihr Studium auf Eis.
2018 startete Jessica Lee Hoi-yan bei den Asienspielen und belegte im Keirin Platz vier. Im selben Jahr wurde sie bei den Meisterschaften von Hongkong Zweite im Sprint und mit Zhao Juan Meng Dritte im Zweier-Mannschaftsfahren. 2019 wurde sie bei den chinesischen Meisterschaften Dritte im Sprint und beim Weltcup in Hongkong Dritte im Keirin. Beim Lauf des UCI Track Cycling Nations’ Cup 2021 in Hongkong gewann sie gemeinsam mit Cho Yiu-yeung und Lee Wai-sze den Teamsprint-Wettbewerb, allerdings war wegen der COVID-19-Pandemie nur diese eine Mannschaft am Start.
2021 wurde Jessica Lee Hoi-yan für Starts im Sprint, im Keirin und im Teamsprint bei den Olympischen Spielen in Tokio nominiert.

## Erfolge
2021
- Nations’ Cup – Teamsprint (mit Cho Yiu-yeung und Lee Wai-sze)